# Jaunac

Jaunac este o comună în departamentul Ardèche din sud-estul Franței. În 1 ianuarie 2022 avea o populație de 121 de locuitori.